# Guido
Guido is een mannelijke voornaam. Varianten zijn Guy en Gwijde.

## Oorsprong en betekenis
De naam "Guido" is een verlatijnste vorm van een Germaanse naam, die tijdens de Grote Volksverhuizing in de Romania is terechtgekomen. Waarschijnlijk komt deze naam van de Oergermaanse stam wid- ("hout, bos, woud"). De begin-"w" werd in de Romaanse talen een begin-"gw", wat leidde tot vormen als Guido (Latijn), Guy (Frans) of Guidone (Italiaans). Het Nederlands heeft de naam in de romantische negentiende eeuw (ten onrechte) gewijzigd onder de vorm Gwijde.
Dezelfde Oergermaanse stam wid- heeft geleid tot het Oudhoogduitse woord witu. Ook dat woord is in verlatijnste vorm gebruikelijk geworden als naam, onder de vorm Vitus. Er bestond namelijk al een Latijns woord invitus, dat "onwillig" betekende, maar eigenlijk geen tegengestelde had. De naam Vitus is in het Duitse taalgebied populair geworden onder de vorm Veit. In het Frans werd Vith en werd vooral bekend als voornaam van Sint-Vith.
De oorspronkelijke, Germaanse vorm is nog steeds gangbaar in Duitsland, en wel onder de vormen Wito, Wido en Widu. Men noemt bijvoorbeeld de H. Guido van Anderlecht in Duitsland soms Wido von Anderlecht.

## Bekende naamdragers
- Guido Belcanto, Belgisch zanger
- Guido Bindels, Nederlands journalist en auteur
- Guido Bontempi, Italiaans wielrenner
- Guido Bottinga, Nederlands auteur
- Guido Brepoels, Belgisch voetballer
- Guido Budziak, Nederlands voetballer
- Guido Carlesi, Italiaans wielrenner
- Guido Carron, Belgisch politicus voor CVP
- Guido Castelnuovo, Joods-Italiaans wiskundige
- Guido Cavalcanti, Italiaans dichter en politicus
- Guido Claus, Belgisch acteur
- Guido Maria Conforti, Italiaanse stichter van de Missionarissen Xaverianen
- Guido de Brès, Henegouws theoloog
- Guido De Craene, Belgisch acteur en regisseur
- Guido de Lavezaris, Spaans koloniaal bestuurder en gouverneur-generaal van de Filipijnen
- Guido de Marco, Maltees politicus van de Partit Nazzjonalista
- Guido de Moor, Nederlands acteur
- Guido De Padt, Belgisch politicus voor Open Vld
- Guido De Ranter, Belgisch componist, dirigent en tubaïst
- Guido De Rosso, Italiaans wielrenner
- Guido De Santi, Italiaans wielrenner
- Guido de Wijs, Nederlands presentator
- Guido del Mestri, Oostenrijks kardinaal
- Guido della Gherardesca Italiaanse heilige
- Guido Depraetere, Belgisch VTM-manager, presentator en politicus voor CVP
- Guido di Pietro, Italiaans kunstschilder die beter bekend is onder de naam Fra Angelico
- Guido Dieteren, Nederlands componist, dirigent en violist
- Guido Driesen, Belgisch architect
- Guido Eekhaut, Belgisch auteur, journalist en cultuurfilosoof
- Guido Eickelbeck, Duits wielrenner
- Guido Fanconi, Zwitsers kinderarts
- Guido Fauconnier, Belgisch hoogleraar aan de K.U.L.
- Guido Fonteyn, Belgisch journalist en auteur
- Guido Fubini, Italiaans wiskundige
- Guido Geelen, Nederlands beeldhouwer
- Guido Gezelle, Belgisch dichter en priester
- Guido Gosselink, Nederlands triatleet
- Guido Guinizelli, Italiaans dichter
- Guido Görtzen, Nederlands volleyballer
- Guido Haazen, veelzijdig Belgisch kunstenaar
- Guido Henderickx, Belgisch filmregisseur
- Guido Horckmans, Belgisch acteur
- Guido Imbens, Nederlands econoom en Nobelprijswinnaar
- Guido Jendritzko, Duits beeldhouwer, kunstschilder, graficus en fotograaf
- Guido Jonckers, Nederlands acteur en toneelregisseur
- Guido Laurinus, Vlaams jurist en filoloog
- Guido Lauwaert, Belgisch acteur en regisseur
- Guido Loning, Nederlands golfer
- Guido Maertens, Belgisch priester, hoogleraar en vicerector van de K.U.L.
- Guido Maramaldi, Italiaanse zalige
- Guido Marini, Italiaans geestelijke
- Guido Marzulli, Italiaans kunstschilder
- Guido Mayer, Oostenrijks organist en muziekpedagoog
- Guido Metsers, Nederlands kunstschilder en beeldhouwer
- Guido Morini, Italiaans pianist, musicoloog en componist
- Guido Nicolaes, Belgisch voetballer
- Guido Palmers, Belgisch voetballer
- Guido Pieters, Nederlands film- en televisieregisseur
- Guido III da Polenta, pauselijk vicaris in Ravenna
- Guido Pontecorvo, Italiaans geneticus
- Guido Quaroni, Amerikaans computeranimatiemaker
- Guido Reni, Italiaans kunstschilder en graveur
- Guido Reybrouck, Belgisch wielrenner
- Guido Savelkoul, Nederlands triatleet, duatleet en mountainbiker
- Guido Schmidt, Oostenrijks politicus voor het Vaterländische Front en diplomaat
- Guido Spek, Nederlands acteur
- Guido Stegen, Belgisch architect en stedenbouwkundige
- Guido Storz, Duits uitvinder en architect
- Guido Swelsen, Nederlands dirigent, muziekpedagoog en trompettist
- Guido Swinnen, Belgisch voetballer
- Guido Tastenhoye, Belgisch journalist en politicus voor Vlaams Blok
- Guido Terryn, Belgisch roeicoach
- Guido Trenti, Italiaans-Amerikaans wielrenner
- Guido Trentin, Italiaans wielrenner
- Guido van Acqui, Italiaans patroonheilige van Acqui Terme
- Guido van Anderlecht, Brabantse pelgrim en heilige
- Guido van Arezzo, Italiaanse zalige
- Guido van Auxerre, Franse heilige en bisschop
- Guido Van Calster, Belgisch wielrenner
- Guido van Cortona, Italiaanse zalige
- Guido van de Kamp, Nederlands voetballer
- Guido Van den Bogaert, Belgisch politicus voor CD&V
- Guido van der Valk, Nederlands golfer
- Guido van Dievoet, Belgisch hoogleraar aan de K.U.L.
- Guido van Driel, Nederlands striptekenaar en filmmaker
- Guido IV van Forez, Italiaans graaf
- Guido Van Genechten, Belgisch auteur en illustrator
- Guido van Heulendonk, pseudoniem van de Belgische auteur Guido Beelaert
- Guido Van Hoof, Belgisch journalist
- Guido Van Liefferinge, Belgisch redacteur
- Guido Van Meir, Belgisch journalist en scenarist
- Guido Van Oevelen, Belgisch voorzitter van Zorgnet Vlaanderen
- Guido van Pomposa, Italiaans abt en heilige
- Guido van Pontida, Italiaans heilige en abt
- Guido Van Pottelberghe, Belgisch voetballer
- Guido van Rossum, Nederlands informaticus
- Guido van Siena, Italiaans kunstschilder
- Guido Spada, Italiaanse franciscaan
- Guido van Spoleto, koning van Italië
- Guido van Valperga, Italiaanse bisschop van Asti
- Guido Vanheeswijck, Belgisch filosoof en hoogleraar aan de UFSIA en de K.U.L.
- Guido von List, Oostenrijks dichter, journalist en auteur
- Guido Waldmann, Duits componist, pianist en muziekpedagoog
- Guido Weber, Nederlands politicus voor het CDA
- Guido Weijers, Nederlands cabaretier
- Guido Westerwelle, Duits politicus voor FDP
- Guido van Woerkom, Nederlands bestuurder

## Fictieve naamdragers
- Guido Van Den Bossche, personage uit Familie
- Guido Versavel, hoofdpersonage uit de boeken van Pieter Aspe

- Guido
- Guido's Orchestra
- Guido Altarelli
- Guido Alvarenga
- Guido Amrhein
- Guido Andreozzi
- Guido Balzarini
- Guido Baumann
- Guido Beazar
- Guido Belcanto
- Guido Bentivoglio
- Guido Bindels
- Guido Bonatti
- Guido Bonatus
- Guido Boni
- Guido Bontempi
- Guido Bottinga
- Guido Brepoels
- Guido Brunner
- Guido Buchwald
- Guido Budziak
- Guido Burgstaller
- Guido Cafmeyer
- Guido Calabresi
- Guido Cantelli
- Guido Cantz
- Guido Caprino
- Guido Carlesi
- Guido Carli
- Guido Carrillo
- Guido Carron
- Guido Castelnuovo
- Guido Cavalcanti
- Guido Chiarelli
- Guido Claus
- Guido Colonna di Paliano
- Guido Crepax
- Guido De Bondt
- Guido De Craene
- Guido De Padt
- Guido De Ranter
- Guido De Rosso
- Guido De Santi
- Guido De Vos
- Guido Declercq
- Guido Demoor
- Guido Depraetere
- Guido Dieteren
- Guido Driesen
- Guido Dumarey
- Guido Eekhaut
- Guido Eickelbeck
- Guido Falaschi
- Guido Fanconi
- Guido Fauconnier
- Guido Fawkes
- Guido Felix Pignatelli
- Guido Fonteyn
- Guido Fubini
- Guido Fulst
- Guido Geelen
- Guido Geerts
- Guido Gezelle
- Guido Gezelle-prijs
- Guido Gezelle:Verzameld dichtwerk
- Guido Gezelle:Verzamelde Werken
- Guido Gezelle: Verzameld dichtwerk
- Guido Gezelle: Verzamelde Werken
- Guido Gezelle: standbeeld in Brugge
- Guido Gezelle en muziek
- Guido Gezelle in de publieke herinnering
- Guido Gezellearchief
- Guido Gezellebrug
- Guido Gezellegenootschap
- Guido Gezellekring
- Guido Gezellelaan
- Guido Gezellemuseum
- Guido Gezelleplein
- Guido Gezelleplein (Brugge)
- Guido Gezelleprijs
- Guido Gezelleprijs van de stad Brugge
- Guido Gezellewarande
- Guido Gilles de Pelichy
- Guido Gillès de Pelichy
- Guido Goeyvaerts
- Guido Gortzen
- Guido Gosselink
- Guido Gryseels
- Guido Guinizelli
- Guido Guinizzelli
- Guido Görtzen
- Guido Haazen
- Guido Henderickx
- Guido Herman
- Guido Horckmans
- Guido III da Polenta
- Guido III van Spoleto
- Guido II Van den Bossche
- Guido II van Italie
- Guido II van Italië
- Guido IV van Spoleto
- Guido Imbens
- Guido Jan Rita Marleen Van den Bossche
- Guido Janzegers
- Guido Jendritzko
- Guido Jonckers
- Guido Jonkers
- Guido Kees
- Guido Kopp
- Guido Laurin
- Guido Laurinus
- Guido Lauwaert
- Guido Leoni
- Guido Lippens
- Guido Maertens
- Guido Mantega
- Guido Marilungo
- Guido Marini
- Guido Marleen Rita Jan Van den Bossche
- Guido Marzulli
- Guido Mayer
- Guido Memo
- Guido Mendes
- Guido Mentasti
- Guido Messina
- Guido Metsers
- Guido Moons
- Guido Morini
- Guido Muelenaer
- Guido Nicolaes
- Guido Notermans
- Guido Nullens
- Guido Oppenheim
- Guido Paci
- Guido Palmers
- Guido Peleman
- Guido Pella
- Guido Pen
- Guido Pieters
- Guido Pizarro
- Guido Pollemans
- Guido Pontecorvo
- Guido Quaroni
- Guido Ravoet
- Guido Reni
- Guido Reybroeck
- Guido Reybroek
- Guido Reybrouck
- Guido Rodríguez
- Guido Romano
- Guido Sala
- Guido Savelkoul
- Guido Scagliarini
- Guido Schmidt
- Guido Smits
- Guido Spek
- Guido Sprenkels
- Guido Stegen
- Guido Storz
- Guido Swelsen
- Guido Swinnen
- Guido Tastenhoye
- Guido Terryn
- Guido Thys
- Guido Trenti
- Guido Trentin
- Guido Trombetta
- Guido Vadalá
- Guido Vaganee
- Guido Vaganée
- Guido Van Calster
- Guido Van Den Bossche
- Guido Van Den Bossche 2
- Guido Van Den Bossche II
- Guido Van Dievoet
- Guido Van Genechten
- Guido Van Hoof
- Guido Van In
- Guido Van Liefferinge
- Guido Van Meir
- Guido Van Oevelen
- Guido Van Pottelberghe
- Guido Van Sweevelt
- Guido Van den Bogaert
- Guido Van den Bossche
- Guido Van den Bossche II
- Guido Vanden Berghe
- Guido Vanderhulstbrug
- Guido Vanheeswijck
- Guido Verhaegen
- Guido Versavel
- Guido Vinck
- Guido Waldmann
- Guido Weber
- Guido Weijers
- Guido Westerwelle
- Guido Winterberg
- Guido bottinga
- Guido d'Arezzo
- Guido da Siena
- Guido de Bres
- Guido de Bres-Stichting
- Guido de Brès
- Guido de Brès-Stichting
- Guido de Brès (college)
- Guido de Filip
- Guido de Lavezaris
- Guido de Marco
- Guido de Moor
- Guido de Moor-prijs
- Guido de Moorprijs
- Guido de Rosso
- Guido de Senis
- Guido de Werd
- Guido de Wijs
- Guido del Mestri
- Guido della Scala
- Guido delle Colonne
- Guido den Aantrekker
- Guido di Graziano
- Guido di Pietro
- Guido van Anderlecht
- Guido van Arezzo
- Guido van Dievoet
- Guido van Driel
- Guido van Gheluwe
- Guido van Heulendonk
- Guido van Lusignan
- Guido van Meir
- Guido van Rijn
- Guido van Rossum
- Guido van Siena
- Guido van Spoleto
- Guido van Ventadour
- Guido van Woerkom
- Guido van Zuylen van Nyevelt
- Guido van de Kamp
- Guido van der Groen
- Guido van der Valk
- Guido van driel
- Guido von List
- Guidobaldo I da Montefeltro
- Guidobaldo da Montefeltro
- Guidoccio Cozzarelli
- Guidoccio cozzarelli
- Guidoes
- Guidon
- Guidon d'Or
- Guidonia Montecelio
- Guidonische hand
- Guidonische lettergrepen
- Guidoriccio da Fogliano bij het Beleg van Montemassi
- Guidoriccio da Fogliano bij het beleg van Montemassi
- Guidotto van Abbiate
- Guidoval

- Guy
- Guy-Auguste de Rohan
- Guy-Claude Luypaerts
- Guy-Concordia (metrostation)
- Guy-Crescent Fagon
- Guy-Jean-Baptiste Target
- Guy-Louis Combes
- Guy-Manuel de Homem-Christo
- Guy-Marc Hinant
- Guy-Marie-Camille de Pierpont
- Guy-Marie-Joseph de Pierpont
- Guy-Philippe Luypaerts
- Guy & Smith
- Guy (Arkansas)
- Guy (Steve Earl)
- Guy (album Steve Earl)
- Guy (pantserwagen)
- Guy Anderson
- Guy Assulin
- Guy Audenaert
- Guy Barnea
- Guy Barzily
- Guy Bassleer
- Guy Beckers
- Guy Bellemans
- Guy Berryman
- Guy Bertin
- Guy Biamont
- Guy Binet
- Guy Blaise
- Guy Bleus
- Guy Bleyaert
- Guy Bonnet
- Guy Born
- Guy Bourdin
- Guy Boyd
- Guy Brasseur
- Guy Burgess
- Guy Burnet
- Guy Burrows
- Guy Butler
- Guy Béart
- Guy Callendar
- Guy Carleton
- Guy Cassiers
- Guy Chambers
- Guy Charlier
- Guy Clark
- Guy Clemens
- Guy Coeme
- Guy Colsoul
- Guy Coëme
- Guy Cudell
- Guy Culot
- Guy D'Haeseleer
- Guy D'haeseleer
- Guy Dardenne
- Guy De Herdt
- Guy De Pre
- Guy De Pré
- Guy Debbaudt
- Guy Debord
- Guy Defraigne
- Guy Degrenne
- Guy Delhasse
- Guy Delisle
- Guy Delvoie
- Guy Demel
- Guy Depre
- Guy Depré
- Guy Desolre
- Guy Dessicy
- Guy Didelez
- Guy Dilweg
- Guy Drut
- Guy Dufour
- Guy Duijck
- Guy Duyck
- Guy Edwards
- Guy Fawkes
- Guy Fawkes' Day
- Guy Fawkes-masker
- Guy Fawkes Day
- Guy Fawkes Night
- Guy Fawkes River
- Guy Fawkes masker
- Guy Fawkesmasker
- Guy Fays
- Guy Fletcher
- Guy Fletcher (singer-songwriter)
- Guy Fletcher (toetsenist)
- Guy Fontanet
- Guy Forget
- Guy Francois
- Guy Fransen
- Guy François
- Guy François (Belgische voetballer)
- Guy Frequelin
- Guy Fréquelin
- Guy G. Musser
- Guy Gabay
- Guy Gardner
- Guy Gardner (DC Comics)
- Guy Gardner (ruimtevaarder)
- Guy Garvey
- Guy Gavriel Kay
- Guy Gibson
- Guy Gilbert
- Guy Gilpatric
- Guy Gnabouyou
- Guy Goethals
- Guy Goffette
- Guy Goossens
- Guy Graham Musser
- Guy Grosso
- Guy Haaze
- Guy Hamilton
- Guy Hance
- Guy Harpigny
- Guy Hary
- Guy Hellers
- Guy Henniart
- Guy Henry
- Guy Hollogne
- Guy Hove
- Guy Hunt
- Guy Huyghens
- Guy III de Baenst
- Guy II de Baenst
- Guy II van Colmieu
- Guy I de Baenst
- Guy I van Lusignan
- Guy Ignolin
- Guy Jespers
- Guy Joosten
- Guy Kawasaki
- Guy Kibbee
- Guy Klucevsek
- Guy Lacombe
- Guy Lacour
- Guy Ladreit de Lacharriere
- Guy Ladreit de Lacharrière
- Guy Lafitte
- Guy Lafleur
- Guy Laliberte
- Guy Laliberté
- Guy Lapebie
- Guy Lapébie
- Guy Larcier
- Guy LeBlanc
- Guy Ledreit de Lacharriere
- Guy Ledreit de Lacharrière
- Guy Lee Thys
- Guy Leonard
- Guy Liagre
- Guy Liddell
- Guy Ligier
- Guy Lombardo
- Guy Longnon
- Guy Lukowski
- Guy Lutgen
- Guy Luypaerts
- Guy Luzon
- Guy Léonard
- Guy Maddin
- Guy Maeterlinck
- Guy Mairesse
- Guy Mangelschots
- Guy Manning
- Guy Marcel Sarrazin
- Guy Marchand
- Guy Marchoul
- Guy Mardel
- Guy Martens
- Guy Martin
- Guy Mathot
- Guy Maunsell
- Guy Mbenza
- Guy McPherson
- Guy Mertens
- Guy Michels
- Guy Milcamps
- Guy Minsart
- Guy Miserque
- Guy Mitchell
- Guy Moens
- Guy Mollet
- Guy Moon
- Guy Moquet
- Guy Moreau
- Guy Morel
- Guy Mortier
- Guy Motors
- Guy Mountfort
- Guy Musser
- Guy Muya
- Guy Môquet
- Guy Môquet (metrostation)
- Guy N'Dy Assembé
- Guy N'dy Assembe
- Guy N'dy Assembé
- Guy Namurois
- Guy Ndy Assembe
- Guy Ndy Assembé
- Guy Nickalls
- Guy Niv
- Guy Nulens
- Guy Onkelinx
- Guy Paquot
- Guy Parmelin
- Guy Pearce
- Guy Peellaert
- Guy Peellaert (atleet)
- Guy Peellaert (graficus)
- Guy Peeters
- Guy Penders
- Guy Penneman de Bosscheyde
- Guy Penrod
- Guy Peters
- Guy Pierard
- Guy Pierre
- Guy Piérard
- Guy Polspoel
- Guy Pratt
- Guy Puyneers
- Guy Quaden
- Guy Ramos
- Guy Raskin
- Guy Reynebeau
- Guy Reyntiens
- Guy Ritchie
- Guy Ritchie's The Covenant
- Guy Rodenhof
- Guy Roels
- Guy Roland Ndy Assembe
- Guy Rombouts
- Guy Rose
- Guy Roux
- Guy Ryder
- Guy Rénard
- Guy Sagiv
- Guy Saulmont
- Guy Schrans
- Guy Scott
- Guy Sebastian
- Guy Serge Yameogo
- Guy Simonds
- Guy Siner
- Guy Slabbinck
- Guy Smit
- Guy Smith
- Guy Smith (autocoureur)
- Guy Smith (voetballer)
- Guy Sols
- Guy Sonnen
- Guy Spier
- Guy Spitaels
- Guy Stair Sainty
- Guy Stas
- Guy Steele
- Guy Stewart Callendar
- Guy Stéphan
- Guy Sweens
- Guy Swennen
- Guy Swinnen
- Guy T'Sjoen
- Guy Tchingoma
- Guy Tegenbos
- Guy Theunis
- Guy Thijs
- Guy Thys
- Guy Thys Award
- Guy Timmerman
- Guy Tondeur
- Guy Trosper
- Guy Trouveroy
- Guy Tunmer
- Guy Ullens de Schooten Whettnall
- Guy Van Branteghem
- Guy Van Cauteren
- Guy Van Den Langenbergh
- Guy Van Dijck
- Guy Van Goethem
- Guy Van Habberney
- Guy Van Hengel
- Guy Van Hirtum
- Guy Van Nueten
- Guy Van Sande
- Guy Van Steenkiste
- Guy Van Zeune
- Guy Van den Bulcke
- Guy Van der Hofstadt
- Guy Vandenbranden
- Guy Vandersmissen
- Guy Vandijck
- Guy Vanhengel
- Guy Veldeman
- Guy Verhoeven
- Guy Verhofstad
- Guy Verhofstadt
- Guy Verlinde
- Guy Weber
- Guy Weizman
- Guy Whittingham
- Guy Widdershoven
- Guy Wilks
- Guy Willems
- Guy Williams
- Guy Winkels
- Guy Wolstenholme
- Guy Woolfenden
- Guy Zinn
- Guy Zweerts
- Guy and Madeline on a Park Bench
- Guy d'Hardelot
- Guy de Blanchefort
- Guy de Bologne
- Guy de Boulogne
- Guy de Bray
- Guy de Bres
- Guy de Brimeu
- Guy de Brès
- Guy de Chauliac
- Guy de Dampierre
- Guy de Humbercourt
- Guy de Luget
- Guy de Lusignan
- Guy de Maupassant
- Guy de Maupassant (film)
- Guy de Pourtales
- Guy de Pourtalès
- Guy de Rothschild
- Guy demel
- Guy des Cars
- Guy of Gisborne
- Guy of Gisbourne
- Guy of Gisburne
- Guy of Lusignan
- Guy of gisborne
- Guy timmerman
- Guy van Anjou
- Guy van Avesnes
- Guy van Boulogne
- Guy van Branteghem
- Guy van Bretagne

- Gwijde
- Gwijde Archimbald van Bourbon
- Gwijde I
- Gwijde II
- Gwijde III van Dampierre
- Gwijde III van Saint-Pol
- Gwijde III van Sint-Pols
- Gwijde II van Auvergne
- Gwijde II van Blois
- Gwijde II van Dampierre
- Gwijde II van La Roche
- Gwijde II van Mâcon
- Gwijde II van Namen
- Gwijde II van Ponthieu
- Gwijde II van Saint-Pol
- Gwijde II van Sint-Pols
- Gwijde II van Soissons
- Gwijde II van Thouars
- Gwijde IV van Forez
- Gwijde IV van Saint-Pol
- Gwijde IV van Sint-Pols
- Gwijde I van Auvergne
- Gwijde I van Blois
- Gwijde I van Châtillon
- Gwijde I van Dampierre
- Gwijde I van La Roche
- Gwijde I van Lusignan
- Gwijde I van Mâcon
- Gwijde I van Ponthieu
- Gwijde I van Saint-Pol
- Gwijde I van Sint-Pols
- Gwijde I van Soissons
- Gwijde I van Thouars
- Gwijde V van Saint-Pol
- Gwijde V van Sint-Pols
- Gwijde de Lusignan
- Gwijde van Avesnes
- Gwijde van Boulogne
- Gwijde van Bretagne
- Gwijde van Brimeu
- Gwijde van Dampierre
- Gwijde van Henegouwen
- Gwijde van Henegouwenbrug
- Gwijde van Lusignan
- Gwijde van Luxemburg-Ligny
- Gwijde van Milly
- Gwijde van Montfort
- Gwijde van Namen
- Gwijde van Nevers
- Gwijde van Saint-Pol
- Gwijde van Spoleto
- Gwijde van Thiers
- Gwijde van Thouars
- Gwijde van Vermandois